# Альберсвайлер
Альберсвайлер (нім. Albersweiler) — громада в Німеччині, розташована в землі Рейнланд-Пфальц. Входить до складу району Південний Вайнштрассе. Складова частина об'єднання громад Аннвайлер-ам-Тріфельс.
Площа — 10,85 км2. Населення становить 1975 ос. (станом на 31 грудня 2020).

## Галерея

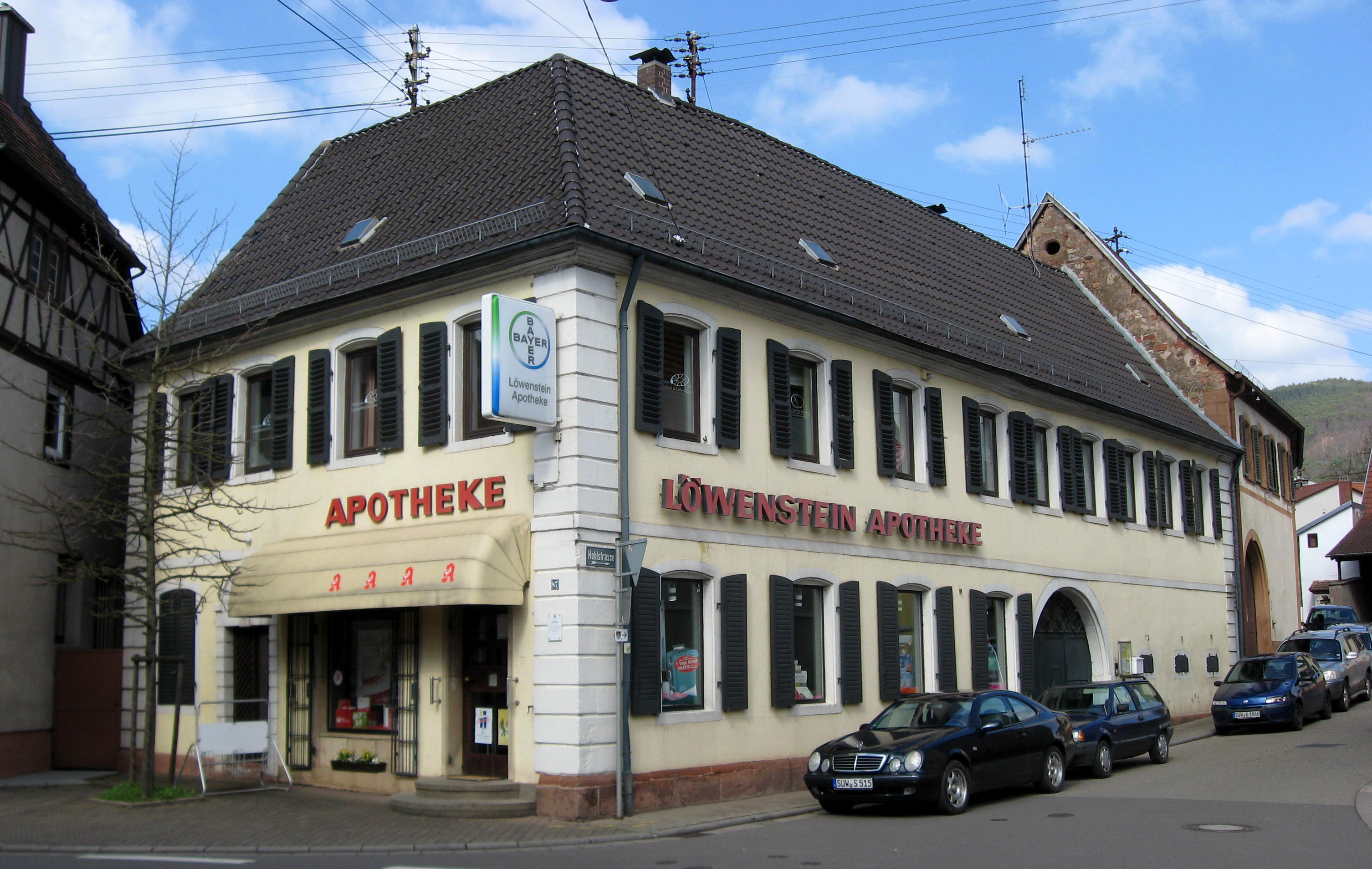
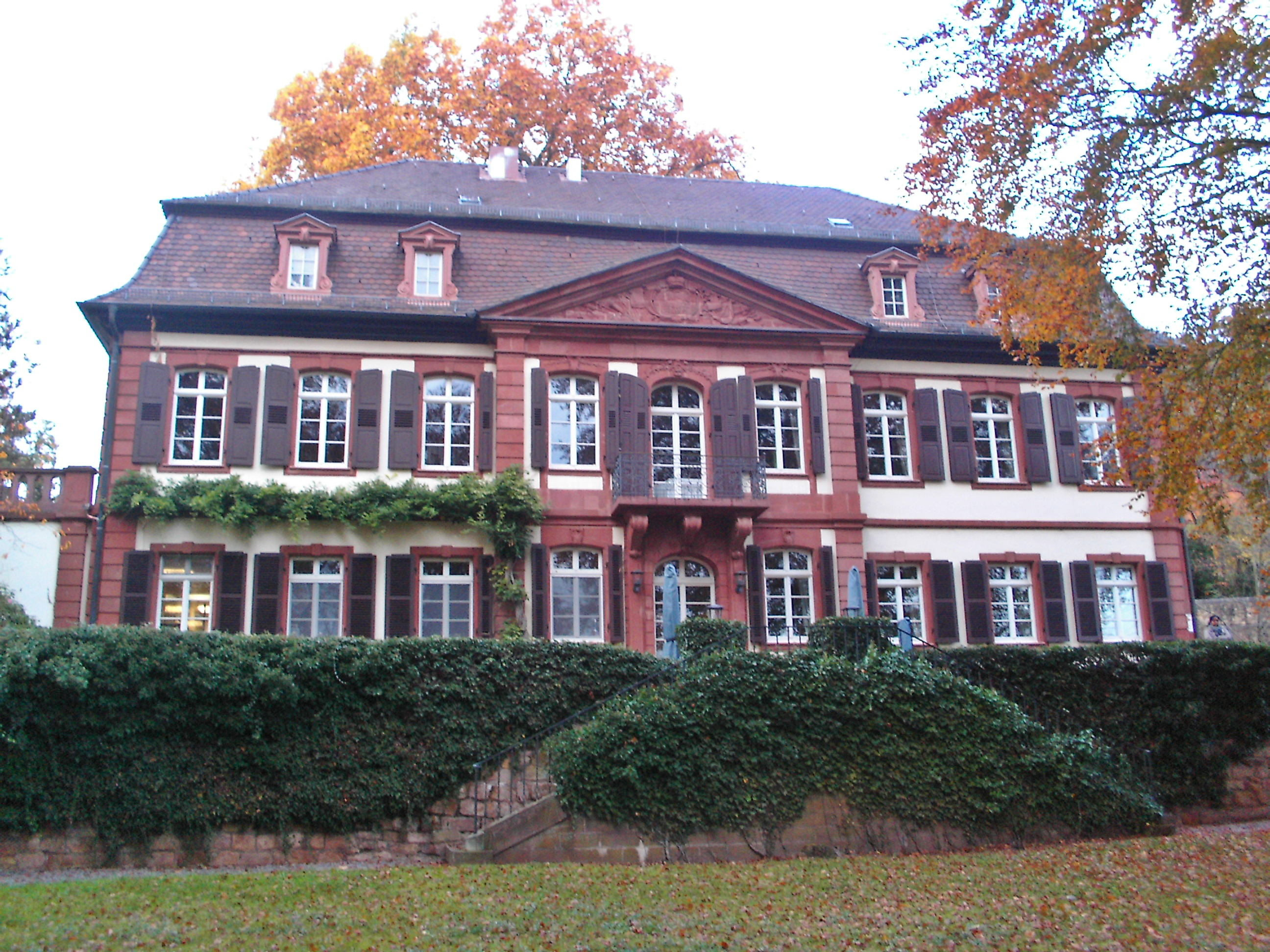
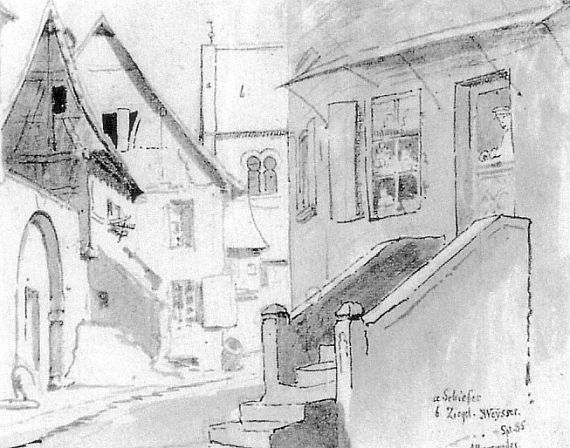
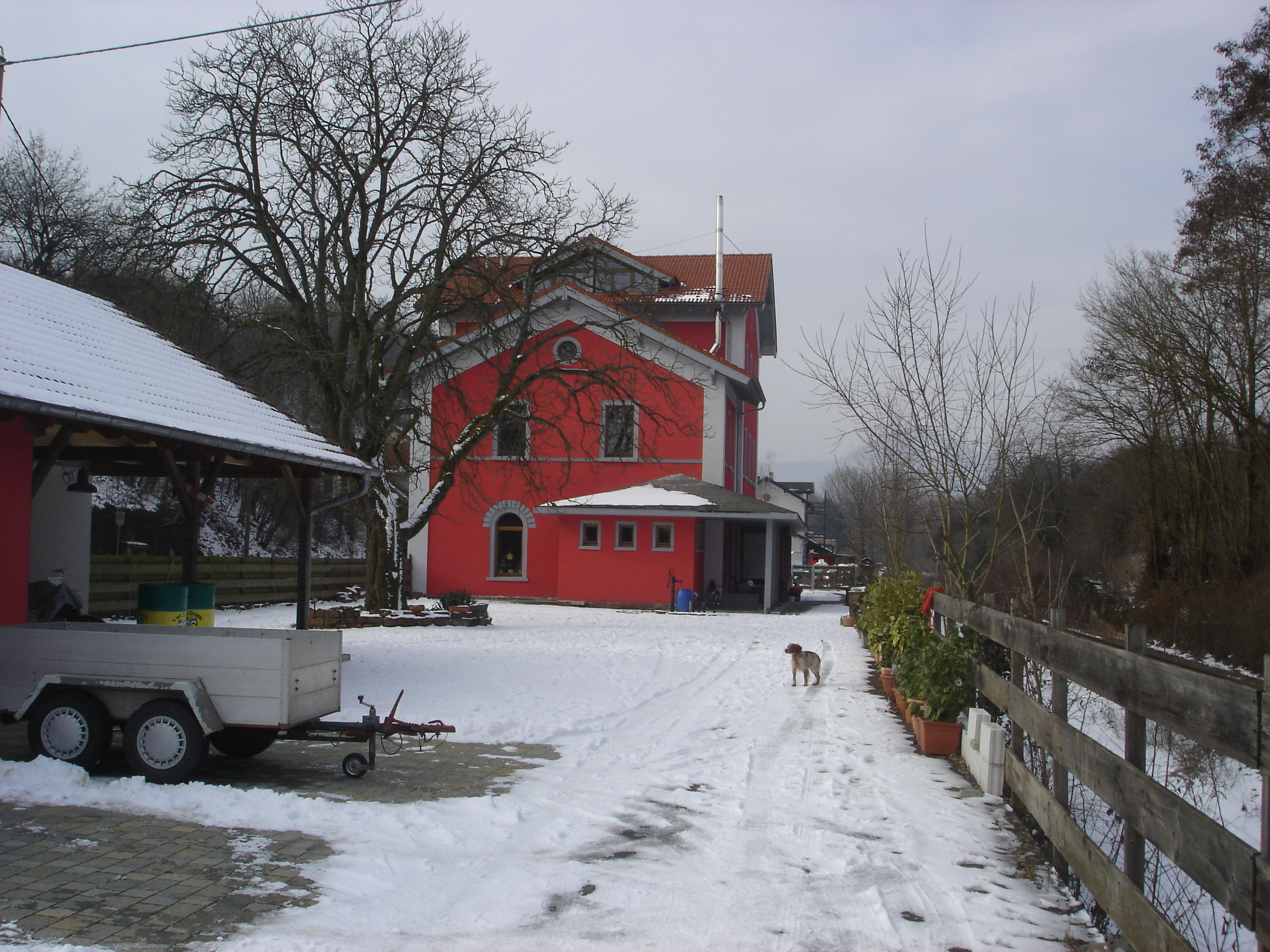